# 7550 Woolum
7550 Woolum è un asteroide della fascia principale. Scoperto nel 1981, presenta un'orbita caratterizzata da un semiasse maggiore pari a 2,2901750 UA e da un'eccentricità di 0,1946264, inclinata di 5,52441° rispetto all'eclittica.